# Busycoarctum
Busycoarctum is een geslacht van weekdieren uit de klasse van de Gastropoda (slakken).

## Soort
- Busycoarctum coarctatum (G.B. Sowerby I, 1825)